# Morti nel 1994/Gennaio
| Questa pagina contiene informazioni ricavate automaticamente dalle voci biografiche con l'ausilio del template Bio e di un bot. L'aggiornamento è periodico e automatico e ricostruisce completamente la pagina. Se manca una persona in questa lista, sei pregato di non aggiungerla, ma accertati piuttosto che la sua voce biografica contenga il template Bio e che i dati anagrafici siano correttamente compilati. Se il template Bio manca, inseriscilo tu stesso o, in alternativa, metti l'avviso {{tmp\|Bio}} che ne segnala la mancanza. Se i dati riportati sono sbagliati, correggi direttamente la voce biografica; le modifiche saranno visibili in questa lista entro pochi giorni. Per chiarimenti vedi il progetto biografie. La lista contiene solo le 135 persone che sono citate nell'enciclopedia e per le quali è stato implementato correttamente il template Bio. Pagina aggiornata al 18 ago 2025. |

- 1º gennaio - Angelo Bianchetti, architetto italiano (n. 1911)
- 1º gennaio - William Chappell, ballerino, scenografo e attore britannico (n. 1907)
- 1º gennaio - Silvano Ippoliti, direttore della fotografia italiano (n. 1922)
- 1º gennaio - Laima Jukelienė, cestista sovietica (n. 1942)
- 1º gennaio - Arthur Porritt, politico, militare e chirurgo neozelandese (n. 1900)
- 1º gennaio - Cesar Romero, attore statunitense (n. 1907)
- 1º gennaio - Werner Schwab, scrittore e drammaturgo austriaco (n. 1958)
- 2 gennaio - Rafael Alsúa, calciatore e allenatore di calcio spagnolo (n. 1923)
- 2 gennaio - Viktor Aristov, regista, sceneggiatore e attore sovietico (n. 1943)
- 2 gennaio - Miguel M. Delgado, regista e sceneggiatore messicano (n. 1905)
- 2 gennaio - Francesco Antonio Pisicchio, calciatore italiano (n. 1970)
- 2 gennaio - Salvatore Puglisi Cosentino, imprenditore italiano (n. 1917)
- 2 gennaio - Dixy Lee Ray, politica e biologa statunitense (n. 1914)
- 3 gennaio - Frank Belknap Long, scrittore e poeta statunitense (n. 1901)
- 3 gennaio - Francesco Ferrero, calciatore e allenatore di calcio italiano (n. 1912)
- 3 gennaio - Jimmy Meadows, allenatore di calcio e calciatore inglese (n. 1931)
- 3 gennaio - Derna Polazzo, cestista e velocista italiana (n. 1912)
- 4 gennaio - Rahul Dev Burman, compositore indiano (n. 1939)
- 4 gennaio - Heinz Schussig, calciatore tedesco (n. 1926)
- 5 gennaio - Igor' Bėlza, musicologo e compositore sovietico (n. 1904)
- 5 gennaio - Jeanne Carpenter, attrice statunitense (n. 1916)
- 5 gennaio - Eliška Junková, pilota automobilistica cecoslovacca (n. 1900)
- 5 gennaio - Franz Murer, militare austriaco (n. 1912)
- 5 gennaio - Tip O'Neill, politico statunitense (n. 1912)
- 5 gennaio - Pierluigi Samaritani, regista e scenografo italiano (n. 1942)
- 6 gennaio - Gian Carlo Ruffino, avvocato e politico italiano (n. 1930)
- 7 gennaio - Raúl Guerrero, cestista ecuadoriano (n. 1924)
- 7 gennaio - Giovanni Mariacher, storico dell'arte e museologo italiano (n. 1912)
- 7 gennaio - Vittorio Mezzogiorno, attore italiano (n. 1941)
- 7 gennaio - Phoumi Vongvichit, politico, patriota e rivoluzionario laotiano (n. 1909)
- 8 gennaio - Jay Blackton, compositore statunitense (n. 1909)
- 8 gennaio - Pat Buttram, attore e doppiatore statunitense (n. 1915)
- 8 gennaio - Edward Duke, attore britannico (n. 1953)
- 8 gennaio - René Faye, pistard francese (n. 1923)
- 8 gennaio - Harry Boye Karlsen, calciatore norvegese (n. 1920)
- 8 gennaio - Ruth Osburn, discobola statunitense (n. 1912)
- 8 gennaio - Gheorghe Rășinaru, calciatore rumeno (n. 1915)
- 9 gennaio - Luka Ciganović, pallanuotista jugoslavo (n. 1915)
- 9 gennaio - Kayhan Kaynak, calciatore turco (n. 1960)
- 9 gennaio - Rigmor Olsen, nuotatrice danese (n. 1907)
- 9 gennaio - Madge Ryan, attrice australiana (n. 1919)
- 9 gennaio - Joachim Werner, archeologo tedesco (n. 1909)
- 10 gennaio - Laura Nucci, attrice italiana (n. 1913)
- 10 gennaio - Bruno Storti, sindacalista e politico italiano (n. 1913)
- 11 gennaio - Luciano Beretta, paroliere, cantante e ballerino italiano (n. 1928)
- 11 gennaio - Volturno Diotallevi, allenatore di calcio e calciatore italiano (n. 1922)
- 11 gennaio - József Háda, calciatore e allenatore di calcio ungherese (n. 1911)
- 11 gennaio - Carlo Olivero, politico, partigiano e medico italiano (n. 1914)
- 12 gennaio - Riccardo Monaco, politico e militare italiano (n. 1912)
- 12 gennaio - Bruno Giordano Sanzin, poeta italiano (n. 1906)
- 12 gennaio - Åsbjørn Skjærpe, calciatore norvegese (n. 1931)
- 12 gennaio - John West Wells, paleontologo, biologo e geologo statunitense (n. 1907)
- 13 gennaio - Erhard Bauer, calciatore tedesco orientale (n. 1925)
- 14 gennaio - Giovanni Bigando, calciatore italiano (n. 1911)
- 14 gennaio - Zino Davidoff, imprenditore svizzero (n. 1906)
- 14 gennaio - Myron Fohr, pilota automobilistico statunitense (n. 1912)
- 14 gennaio - Ivan Fuqua, velocista statunitense (n. 1909)
- 14 gennaio - Francesco Giunta, storico e critico d'arte italiano (n. 1924)
- 14 gennaio - Jean Goldschmit, ciclista su strada e ciclocrossista lussemburghese (n. 1920)
- 14 gennaio - John McCarthy Jr., scenografo statunitense (n. 1912)
- 14 gennaio - Federica Montseny, scrittrice, politica e anarchica spagnola (n. 1905)
- 14 gennaio - Esther Ralston, attrice statunitense (n. 1902)
- 14 gennaio - Delio Rodríguez, ciclista su strada spagnolo (n. 1916)
- 15 gennaio - Camillo Campana, artista, pittore e scultore italiano (n. 1922)
- 15 gennaio - Gabriel-Marie Garrone, cardinale e arcivescovo cattolico francese (n. 1901)
- 15 gennaio - Martin Kosleck, attore tedesco (n. 1904)
- 15 gennaio - Harry Nilsson, cantautore e musicista statunitense (n. 1941)
- 16 gennaio - Jack Metcalfe, triplista, altista e lunghista australiano (n. 1912)
- 17 gennaio - Carlo Andrei, antifascista, partigiano e politico italiano (n. 1905)
- 17 gennaio - Chung Il-kwon, generale, politico e diplomatico sudcoreano (n. 1917)
- 17 gennaio - Georges Cziffra, pianista ungherese (n. 1921)
- 17 gennaio - Andrea Devoto, psichiatra italiano (n. 1927)
- 17 gennaio - Eugenio Mario Raffo, artista italiano (n. 1904)
- 17 gennaio - Helen Stephens, velocista, discobola e cestista statunitense (n. 1918)
- 18 gennaio - Lee Roy Caffey, giocatore di football americano statunitense (n. 1941)
- 18 gennaio - Antonino Fava, carabiniere italiano (n. 1957)
- 18 gennaio - Vincenzo Garofalo, carabiniere italiano (n. 1960)
- 18 gennaio - Quinto Ghermandi, scultore italiano (n. 1916)
- 18 gennaio - Rolf Singer, botanico e micologo tedesco (n. 1906)
- 19 gennaio - Jozef Vliers, allenatore di calcio e calciatore belga (n. 1932)
- 20 gennaio - Matt Busby, calciatore e allenatore di calcio scozzese (n. 1909)
- 20 gennaio - Ashley Clarke, diplomatico inglese (n. 1903)
- 20 gennaio - Ľubor Kresák, astronomo slovacco (n. 1927)
- 20 gennaio - Jaramogi Oginga Odinga, politico keniota (n. 1911)
- 20 gennaio - Darío Segovia, calciatore paraguaiano (n. 1932)
- 21 gennaio - Elvira Badaracco, pubblicista italiana (n. 1911)
- 21 gennaio - Wilhelm Fendt, alpinista tedesco (n. 1903)
- 21 gennaio - Timo Suviranta, cestista finlandese (n. 1930)
- 21 gennaio - Tony Waddington, calciatore e allenatore di calcio inglese (n. 1924)
- 21 gennaio - Basil al-Assad, politico e militare siriano (n. 1962)
- 22 gennaio - Jean-Louis Barrault, attore, regista e mimo francese (n. 1910)
- 22 gennaio - Graziano Battistini, ciclista su strada italiano (n. 1936)
- 22 gennaio - Rhett Forrester, cantante statunitense (n. 1956)
- 22 gennaio - Frances Gifford, attrice statunitense (n. 1920)
- 22 gennaio - Telly Savalas, attore, cantante e regista statunitense (n. 1922)
- 22 gennaio - Sergio Spazzali, avvocato e attivista italiano (n. 1936)
- 23 gennaio - Guglielmino Casaro, calciatore italiano (n. 1912)
- 23 gennaio - Klaus Hemmerle, vescovo cattolico, teologo e filosofo tedesco (n. 1929)
- 23 gennaio - Nikolaj Vasil'evič Ogarkov, generale sovietico (n. 1917)
- 23 gennaio - Oliver Smith, scenografo e direttore artistico statunitense (n. 1918)
- 24 gennaio - Rosario Assunto, filosofo italiano (n. 1915)
- 24 gennaio - Raymond F. Jones, scrittore di fantascienza statunitense (n. 1915)
- 24 gennaio - Francis Krupšs, calciatore lettone (n. 1917)
- 24 gennaio - Yves Navarre, scrittore francese (n. 1940)
- 25 gennaio - Stephen Kleene, matematico statunitense (n. 1909)
- 25 gennaio - Peter Neve, storico e architetto tedesco (n. 1929)
- 26 gennaio - Robert Carnegie, XIII conte di Northesk, nobile scozzese (n. 1926)
- 26 gennaio - Graziano e Claudio Cicogna, fumettista italiano (n. 1936)
- 26 gennaio - Serafino Murru, cantante italiano (n. 1932)
- 26 gennaio - Domenico Rea, scrittore e giornalista italiano (n. 1921)
- 27 gennaio - Claude Akins, attore statunitense (n. 1926)
- 27 gennaio - Alain Daniélou, storico delle religioni e orientalista francese (n. 1907)
- 27 gennaio - Armando Fiorini, calciatore italiano (n. 1914)
- 27 gennaio - Lorenzo Paradiso, allenatore di calcio e calciatore italiano (n. 1907)
- 27 gennaio - Don Smith, cestista statunitense (n. 1910)
- 27 gennaio - Frank Twiss, ammiraglio inglese (n. 1910)
- 27 gennaio - Sergej Ščerbakov, pugile sovietico (n. 1918)
- 28 gennaio - Georges Chehata Anawati, orientalista, filosofo e storico delle religioni egiziano (n. 1905)
- 28 gennaio - Dario D'Angelo, giornalista italiano (n. 1947)
- 28 gennaio - Marco Luchetta, giornalista italiano (n. 1952)
- 28 gennaio - Alessandro Saša Ota, giornalista e fotografo italiano (n. 1957)
- 28 gennaio - Hal Smith, attore e doppiatore statunitense (n. 1916)
- 28 gennaio - Jack Eric Williams, attore, compositore e paroliere statunitense (n. 1944)
- 29 gennaio - Nick Cravat, attore e stuntman statunitense (n. 1912)
- 29 gennaio - Evgenij Pavlovič Leonov, attore sovietico (n. 1926)
- 29 gennaio - Ulrike Maier, sciatrice alpina austriaca (n. 1967)
- 30 gennaio - Pierre Boulle, scrittore, agente segreto e ingegnere francese (n. 1912)
- 30 gennaio - Luisa Conte, attrice teatrale italiana (n. 1925)
- 30 gennaio - Wyndol Gray, cestista statunitense (n. 1922)
- 30 gennaio - Loris Malaguzzi, pedagogista e insegnante italiano (n. 1920)
- 30 gennaio - Claude Nigon, schermidore francese (n. 1928)
- 30 gennaio - Rudolf Schwarz, direttore d'orchestra austriaco (n. 1905)
- 30 gennaio - Don Turnbull, tennista australiano (n. 1909)
- 31 gennaio - Alberto Sorrentino, attore italiano (n. 1916)
- 31 gennaio - Erwin Strittmatter, scrittore e drammaturgo tedesco (n. 1912)